# Seitō
Seitō (青鞜, litt. « Bas bleu ») (1911-1916) est la première revue littéraire féministe, créée par des femmes, au Japon. Elle est fondée par Raichô Hiratsuka, Yoshiko Yasumochi, Kazuko Mozume, Teiko Kiuchi, Hatsuko Nakano et Fukuda Hideko, membres fondatrices de l'association Seitō (Seitō-sha (ja)).

## Création
Cinq femmes, toutes diplômées de la récente université pour femmes du Japon, fondent la société Seitô (ja). Elles choisissent le terme « Bas Bleus » selon l'usage qu'en font les Britanniques en référence aux féministes des XVIIIe siècle et XIXe siècle. Hiratsuka Raichô lance le premier numéro avec ces mots : « au commencement, la femme était le soleil. » (« 原始、女性は太陽であった »), plus tard interprétés par les lecteurs comme une référence au mythe Shinto de la création et à l'idée, populaire à ce moment, que toutes les sociétés préhistoriques ont été matriarcales. Ce n'est toutefois pas l'intention de Hiratsuka Raichô, qui répond plutôt aux allégations de Nietzsche sur l'infériorité de la femme. Parmi les contributrices de la revue, on peut citer la poétesse et partisane des droits des femmes Akiko Yosano et la romancière Nobuko Yoshiya. Les premières années de la revue des milliers de contributrices (dont beaucoup d'enseignantes) y participent. Entre mille et trois mille exemplaires ont été produits.

## De la littérature au féminisme

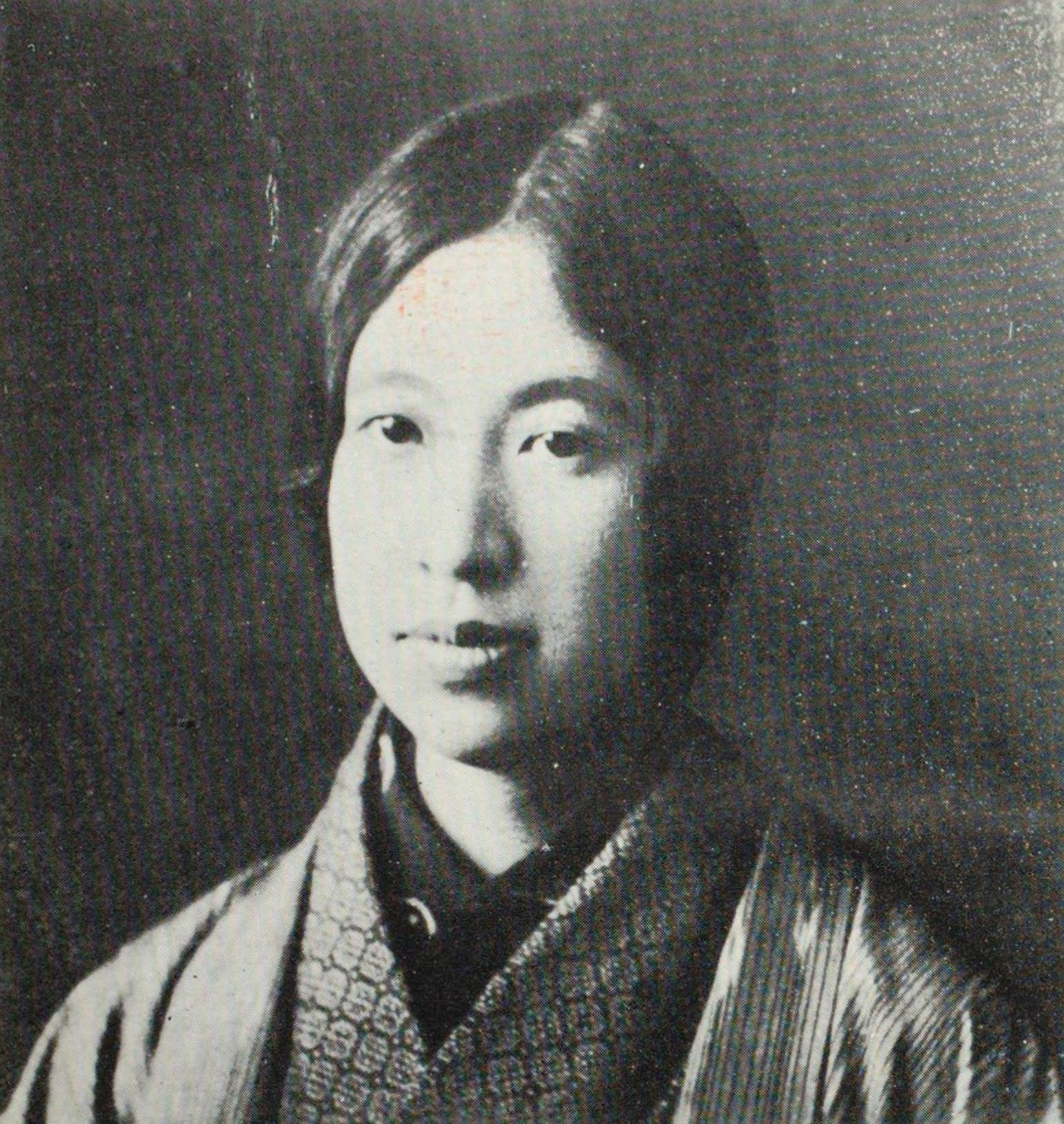
Raichô Hiratsuka une des fondatrices de la revue.

À l'origine, le magazine parle de littérature féminine, puis son orientation change pour traiter de la libération des femmes et les pages de Seitō sont constituées d'essais et d'éditoriaux sur la question de l'égalité des sexes. Dans plusieurs des numéros, les membres du groupe émettent leurs opinions divergentes sur des questions d'actualité, par exemple : l'importance pour une femme de maintenir sa virginité avant le mariage. La légalisation de la prostitution, de l'avortement et le droit de vote pour les femmes font également l'objet de discussions animées. De tels écrits attirent l'attention du Ministère de l'intérieur, car la critique du système en place est interdite en vertu des Lois de 1900 de préservation de la paix. Deux numéros sont considérés comme des menaces à la moralité publique en raison de leur franc-parler sur la sexualité féminine. Interdits par le bureau du Ministère de la censure, ils sont retirés des ventes.
Plus que les contenus des revues, le comportement privé des principales membres de la société attire les critiques du public. Plusieurs d'entre elles sont engagées dans des relations avec des hommes mariés. Mais leurs vies sont finalement proches des textes de la revue, car les contributrices écrivent des essais et des textes semi-autobiographiques décrivant leurs luttes que les relations soient égales et basées sur l'amour (plutôt que des mariages arrangés), qu'elles soient vécues à l'intérieur ou à l'extérieur du mariage. Leurs discussions franches sur le sexe avant le mariage et leurs plaidoyers pour l'autonomie des femmes mènent à la réprobation publique.

## La fin de la revue

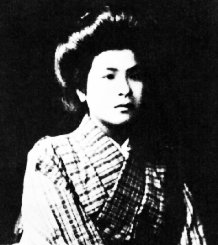
Noe Itô reprend la direction de la revue Seito de 1915 à 1916.

En 1915, Hiratsuka Raichô transmet la direction de la revue à Noe Itō qui produit le journal, avec peu d'aide, durant près d'une année supplémentaire. La dernière édition est publiée en février 1916.